# Silesis okinawensis
Silesis okinawensis is een keversoort uit de familie kniptorren (Elateridae). De wetenschappelijke naam van de soort is voor het eerst geldig gepubliceerd in 1928 door Miwa. De soort komt voor in de zuidelijke Riukiu-eilanden (Okinawa,  Kume-jima, Ishigaki-shima).